# 计算能力
计算能力是指一個人是否能理解简单数字以及對相應數字進行推理和应用的能力。 如果一個人能理解包括加法、减法、乘法和除法在內的基本的算术运算，那麼就可以說這個人掌握了基本的計算能力。如果一個人對测量、几何、概率和统计等方面比較熟悉，那麼這個人的計算能力相對於普通人則是更勝一籌。 如果一個人的计算能力比較糟糕，那麼這種情況可能不利於其本人的長遠發展。例如金融領域的工作就要涉及到很多計算方面的問題，那麼這類人就不適合從事這方面的工作。 